# 佳藝電視

佳藝電視ロゴ

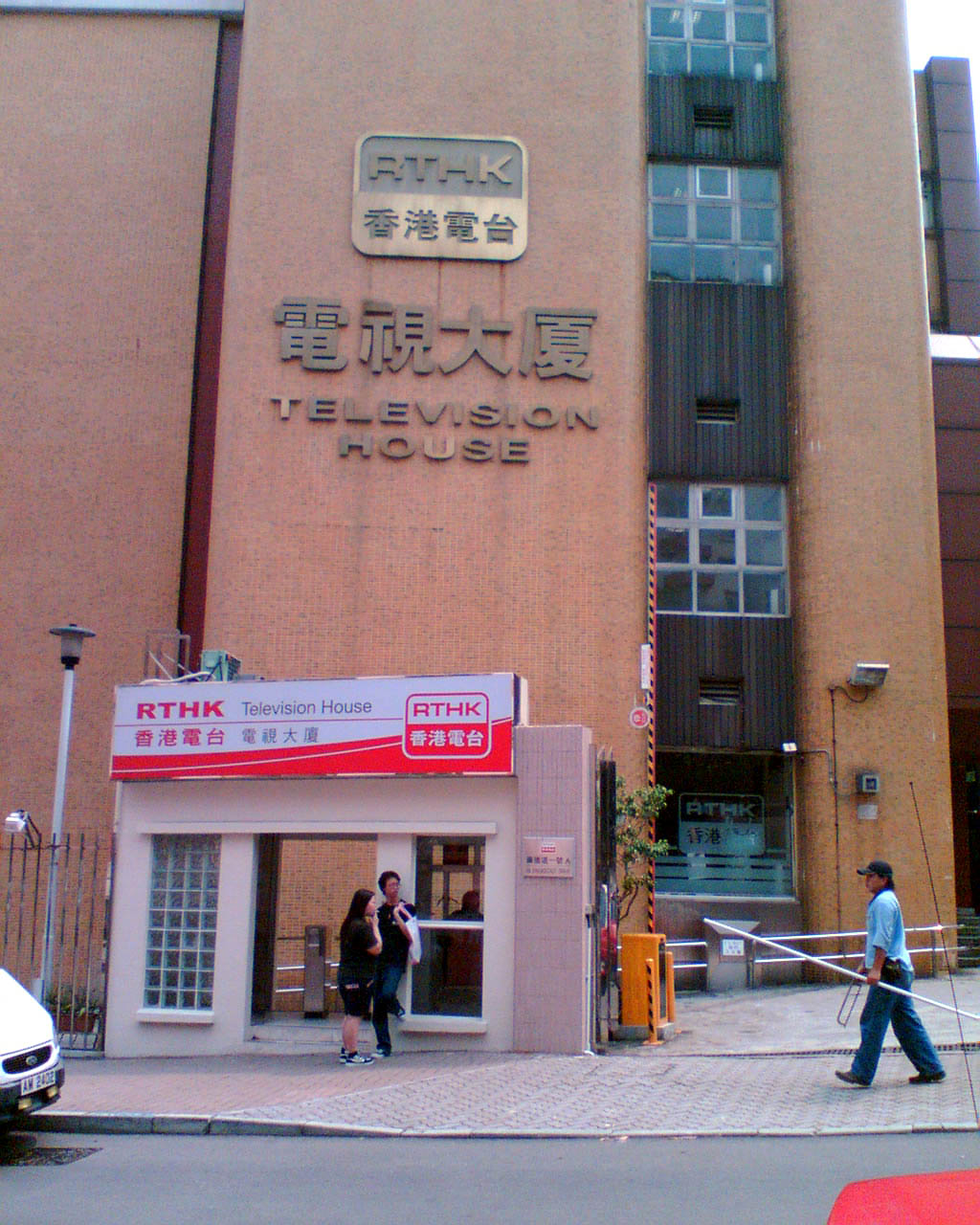
旧佳藝電視本社スタジオ（現・香港ラジオテレビのテレビハウス）

佳藝電視（Commercial Televsion）は、香港にかつて存在した民放テレビ局である。略称は佳視。1975年9月7日に放送開始したが、わずか3年後の1978年8月22日に倒産し、放送を停止した。

## 歴史
1973年、当時の香港政庁の方針で、地上波テレビ放送のチャンネル数を、広東語・英語それぞれ1チャンネルずつ拡張することになり、経営希望者を募集した結果、香港商業電台を中心としたグループが広東語による放送権を獲得し、ただちに放送局設置の準備に入った。英語による放送権は亜洲電視 (ATV) が獲得した。
1975年9月7日、香港第3のテレビ局として開局した。開局直後より、自社制作のテレビドラマや、『秘密戦隊ゴレンジャー』などの日本の放送局が制作した番組を放送したが、金庸原作の小説をドラマ化した番組は演出方法や出演者の評価が高く、香港のテレビドラマにおける歴史的作品となっている。
一方で、放送権交付の条件として、ゴールデンアワーに教育番組をコマーシャルなしで放送しなければならないなど、後発の放送局として不利な条件も数多く存在しており、これが経営悪化の要因となった。

## 突然の放送停止
開局3年目の1978年を迎え、ドラマ『射鵰英雄伝』をはじめとする番組のいくつかは高視聴率を獲得していたが、経営状況は一向に好転せず、累積欠損額が増加していった。8月22日の朝、経営陣が、経営を継続することが困難になったとの声明を突如発表、放送を停止した。10月19日に会社清算手続きがとられ、佳藝電視は消滅した。

## その後
佳藝電視のほとんどの従業員や所属タレントたちには、放送停止を事前に知らされておらず、香港政庁に対して放送再開に向けての援助を申し入れたものの受け入れられなかったため、既存の2放送局や、映画制作会社への転職を余儀なくされた。しかしながら、彼らは転職先の放送局で優れた番組を輩出し、その後の香港テレビ界の発展に寄与した。映画界に転職したスタッフにはツイ・ハークがいる。
香港政庁が新たな地上波放送局の設置を許可しなかったため、亜洲電視が停波した2016年4月まで、香港の地上波テレビ局は2社体制で推移し、その後香港電台と香港電視娯楽が開局した。
本社スタジオについては、まだ設備も新しかったことから、無綫電視が番組収録用スタジオとして利用していたが、1987年からは香港電台のテレビ制作部門が使用し、現在に至っている。

## 香港制作番組
- 武則天
- 射鵰英雄伝
- 神鵰侠侶
- 雪山飛狐

## 海外制作番組
- ウルトラセブン
- 秘密戦隊ゴレンジャー
- 大鉄人17
- 氷河戦士ガイスラッガー
- 鋼鉄ジーグ